# Fumihito
Fumihito, prins Akishino (Japans: 秋篠宮文仁親王殿下, Akishino-no-miya Fumihito shinnō denka) (Tokio, 30 november 1965) is de tweede zoon van voormalig keizer Akihito en voormalige keizerin Michiko. Sinds 8 november 2020, anderhalf jaar na de troonsbestijging van zijn broer Naruhito is hij kroonprins.

## Jeugd en opleiding
Prins Akishino werd geboren in Tokio (Chiyoda) op 30 november 1965. Hij heeft een oudere broer, Naruhito, en een jongere zus, Sayako. Hij begon zijn opleiding op de Gakushuin school, en vervolgde zijn opleiding op de Gakushuin universiteit, waar hij rechten en biologie studeerde. Tevens studeerde hij ichtyologie aan de Universiteit van Oxford. In 1996 ontving de prins een doctoraat in de ornithologie.

## Huwelijk en gezin
Op 29 juni 1990 trouwde prins Akishino met Kiko Kawashima. Prins Akishino en Kiko hebben twee dochters en een zoon:
- Mako Komuro (23 oktober 1991)
- Prinses Kako (29 december 1994)
- Prins Hisahito (6 september 2006)

In september 2006 werd prins Akishino voor de derde keer vader. Het geslacht van dit kind was belangrijk voor de troonopvolging, omdat de Japanse troonsopvolging via de mannelijke lijn gaat en er sinds 1965 geen jongen meer was geboren in de keizerlijke familie. Als geen van Akihito's zonen mannelijk nageslacht zou nalaten, zou de Japanse keizerlijke familie 'uitsterven'. Vrouwelijke leden van de familie verliezen namelijk de titel prinses bij hun huwelijk en mogen geen keizerin worden. Hoewel in deze periode discussie was over aanpassing van deze regel, hield dit op nadat het derde kind van de prins een zoon bleek te zijn. Prins Akishino is sinds de troonsbestijging van keizer Naruhito op 1 mei 2019 eerste in de lijn van de troonopvolging, zijn zoon Hisahito is tweede.